# Mein MMO
Mein MMO（マインエムエムオー）は、マルチプレイヤーコンピュータゲームとオンラインゲームを主題としたドイツ語のオンライン・マガジン。このウェブサイトは、ドイツで最もアクセス数の多いゲームポータルの一つである。コンテンツとしては、特にオンラインゲームとゲーム文化に関するガイド、ニュース、インタビュー、動画、レポート、展望、コメント、批評、分析などが扱われている。